# گریه (ترانه کلی کلارکسون)
«گریه» تک‌آهنگی از کلی کلارکسون است که در ۱۲ مارس ۲۰۱۰ منتشر شد.